# 坂本政五郎
坂本 政五郎（さかもと まさごろう、1873年（明治6年）2月22日 - 1942年（昭和17年）12月18日）は、日本の政治家。徳島市長。徳島県三好市出身。

## 経歴
旧三好郡池田町三縄中西（現在の三好市）生まれ。
1913年（大正2年）、三縄村長に選ばれ1920年（大正9年）まで2期を務めた。その後、三好郡会議員を経て1919年（大正8年）に徳島県会議員に当選、5期連続で県会議員に当選し徳島県会議長も務めた。
1931年（昭和6年）、立憲民政党所属で徳島市長に就任し、1933年（昭和8年）まで務めた。市長退任後は又美馬水力電気会社社長となった。
1942年（昭和17年）12月18日、70歳で没する。